# Дряновски пролом
Дряновският пролом е пролом на Дряновска река (ляв приток на река Белица, от басейна на Янтра) в Северна България, в Средния Предбалкан, между платото Стражата на запад и рида Върха (част от Габровските възвишения) на изток в Община Дряново, област Габрово.
Проломът е дължина около 7 km, а средната му надморска височина е 284 m. Започва северозападно от село Царева ливада, на 317 m н.в. и се насочва на северозапад. След около 3 km. по-нататък, в района на Дряновския манастир става най-дълбок и най-тесен, а надморската му височина 284 m. След манастира се насочва на север, а след това на североизток и след около 4 km завършва западно от град Дряново на 253 m н.в.
Всечен е в баремски варовици и пясъчници, като в по-голямата си част склоновете му са скалисти и стръмни, на места отвесни, обрасли частично с храсталаци. В най-тясната част на пролома, до десния бряг на реката е разположен Дряновския манастир, а на около 300 m южно от него, високо в скалите – пещерата „Бачо Киро“.
През северната част на пролома от север на юг, високо над левия бряг на Дряновска река преминава участък от 4,4 km от първокласния Републикански път I-5 Русе – Велико Търново – Габрово – Стара Загора – Хасково – Кърджали – ГКПП Маказа - Нимфея (от km 127,8 до km 132,2). По протежение на целия пролом, но по десния бряг на реката преминава и участък от жп линията Русе – Горна Оряховица – Подкова. В южната част на пролома, по левия му склон преминава и участък от жп линията Царева ливада – Габрово.

## Топографска карта
- Лист от карта K-35-39. Мащаб: 1 : 100 000.